# Bredbyn
Bredbyn is een plaats in de gemeente Örnsköldsvik in het landschap Ångermanland en de provincie Västernorrlands län in Zweden. De plaats heeft 1227 inwoners (2005) en een oppervlakte van 235 hectare. De plaats ligt ongeveer 40 kilometer ten noordwesten van de stad Örnsköldsvik en ligt aan het meer Anundsjön.

## Verkeer en vervoer
Bij de plaats loopt de Länsväg 348.

## Geboren
- Fredrik Lindström (24 juli 1989), biatleet